# Laurie Morgan
Pour les articles homonymes, voir Morgan.
Laurie Morgan, né le 17 décembre 1930 à Londres et mort le 18 janvier 2018, est un homme politique britannique.
Il est ministre en chef de Guernesey, dépendance de la Couronne britannique, de 2004 à 2007.